# Ministère de l'Enseignement supérieur, de la Recherche scientifique et de l'Innovation (Guinée)
Pour les articles homonymes, voir Ministère de l'Enseignement supérieur et de la Recherche scientifique.
Le Ministère de l'Enseignement Supérieur, de la Recherche Scientifique et de l'Innovation (MESRSI) est l'un des ministères guinéens chargés de l'enseignement en Guinée. Il est, en outre, le principal ministère chargé de l'enseignement supérieur, de la recherche scientifique et de l'innovation. Il est situé dans la commune de kaloum.

## Titulaires depuis 2010
| Nom | Nom                      | Dates du mandat | Dates du mandat | Gouvernement(s)            |  |
| --- | ------------------------ | --------------- | --------------- | -------------------------- |  |
| | Georges Ghandi Tounkara  | 15/02/2010      | 24/12/2010      | Doré                       |  |
| | Morikè Damaro Camara     | 24/12/2010      | 06/10/2012      | Saïd Fofana I              |  |
| | Bailo Teliwel Diallo     | 06/10/2012      | 26/12/2015      | Saïd Fofana I et II        |  |
| | Abdoulaye Yéro Baldé     | 26/12/2015      | 28/02/2020      | Youla et Kassory           |  |
| | Kader Yacine Barry       | 28/02/2020      | 19/06/2020      | Kassory I                  |  |
| | Aboubacar Oumar Bangoura | 19/06/2020      | 05/09/2021      | Kassory II                 |  |
| | Dr Diaka Sidibé          | 26/10/2021      | 19/02/2024      | Béavogui et Bernard Goumou |  |
| | Alpha Bacar Barry        | 13/3/2024       | En cours        | Gouvernement Bah Oury      |  |
| Dans l'intervalle entre deux mandats, le ministre sortant assure la gestion des affaires courantes. Titres successifs : - Depuis 2021 : Enseignement supérieur, de la Recherche scientifique et de l'Innovation |                          |                 |                 |                            |  |